# Masashi Kamekawa
Masashi Kamekawa (亀川 諒史 Kamekawa Masashi?), född 28 maj 1993, är en japansk fotbollsspelare som spelar för Kashiwa Reysol.
I augusti 2016 blev han uttagen i Japans trupp till fotbolls-OS 2016.